# Кравеђа
Кравеђа (итал. Craveggia) је насеље у Италији у округу Вербано-Кузио-Осола, региону Пијемонт.
Према процени из 2011. у насељу је живело 484 становника. Насеље се налази на надморској висини од 898 м.

## Становништво
| 1931. | 1936. | 1951. | 1961. | 1971. | 1981. | 1991. | 2001. | 2011. |
| ----- | ----- | ----- | ----- | ----- | ----- | ----- | ----- | ----- |
| 981   | 1.039 | 949   | 833   | 738   | 742   | 762   | 723   | 728   |